# W Delta Z
Pour plus de détails, voir Fiche technique et Distribution.
W Delta Z (stylisé WΔZ) , ou The Killing Gene aux États-Unis, est un film britannique réalisé par Tom Shankland, sorti en 2007.

## Synopsis
Un tueur en série laisse l'équation de Price gravée sur le corps de ses victimes. Le détective Eddie Argo et sa partenaire Helen Westcott enquêtent.

## Fiche technique
- Titre : W Delta Z
- Réalisation : Tom Shankland
- Scénario : Clive Bradley
- Musique : David Julyan
- Photographie : Morten Søborg
- Montage : Tim Murrell
- Production : Allan Niblo et James Richardson
- Société de production : Vertigo Films et Ingenious Film Partners
- Pays :  Royaume-Uni
- Genre : Policier, drame, horreur et thriller
- Durée : 104 minutes
- Dates de sortie : 
  -  Allemagne : 30 juillet 2007 (Stuttgart Fantasy Filmfest Nights)
  -  Royaume-Uni : 22 février 2008

## Distribution
- Stellan Skarsgård : Eddie Argo
- Melissa George : Helen Westcott
- Ashley Walters : Daniel Leone
- Tom Hardy : Pierre Jackson
- Paul Kaye : Dr. Gelb
- John Sharian : Jack Corelli
- Selma Blair : Jean Lerner
- Barbara Adair : Alice Jackson
- Sally Hawkins : Elly Carpenter
- Lauren Hood : Sharon Williams
- Caroline Lee-Johnson : Gillian
- Sean Brian Chipango : Jamal Osman / Khaled Osman
- Sheila Kerr : Alison Lerner
- Michael Liebmann : Wesley Smith
- Joshua O'Gorman : Dominic Carpenter
- Alibe Parsons : Mlle. Allaway
- Robert D. Phillips : le capitaine Maclean
- Marcus Valentine : Hassan Harbi
- Michael Wildman : O'Hare

## Distinctions
Le film a été présenté en sélection officielle en compétition au festival international du film de Catalogne.